# Бутович, Яков Иванович
Яков Иванович Бутович (1881—1937) — Херсонский коннозаводчик, организатор одного из лучших конезаводов страны, общественный деятель своего времени, яростный защитник орловского рысака, коллекционер и создатель единственного в мире частного музея «Лошади», автор ряда трудов по племенному коневодству, издатель журнала «Рысак и скакун», один из создателей декрета о племенном животноводстве, консультант С. М. Будённого и «Враг народа».

## Биография
Родился 7 (19) октября 1881 года в семье богатого дворянина коллежского секретаря Ивана Ильича Бутовича в имении Касперо-Николаевка Херсонской губернии, «в 454 верстах от города Николаева». Отец неоднократно избирался уездным предводителем дворянства. Мать, Мария Егоровна, происходившая из дворянского рода Сонцовых, родила 13 детей, из которых выросло девять.
Первоначально учился в одесской Ришельевской гимназии, но в 1897 году был определён в 4-й класс Полтавского кадетского корпуса.
Окончил Николаевское кавалерийское училище (по 1-му разряду 10 августа 1902 года) и был произведён в корнеты.
Служил в 17-м Волынском драгунском полку. За участие в Японской войне был награждён орденом Святого Станислава 3-й степени.
После выхода в отставку в 1905 году обучался в ряде европейских университетов животноводству, уделяя наибольшее внимание коневодству — ещё его прадед «был крупным коннозаводчиком, имел один из лучших заводов так называемых малороссийских лошадей».
В 1909 году приобрел имение Прилепы Тульской губернии, где восстановил известный с середины XIX века конезавод, принадлежавший Добрынину. Сюда он перевёл свой конезавод из Херсонской губернии. Кроме того им были приобретены заводы М. В. Воейковой, М. А. Сахарова, М. Ф. Семибрадова, Коноплина, Терещенко. Современники отмечали, что «выдающийся конский материал, сосредоточенный Я. И. Бутовичем в Прилепах, скоро выдвинул этот завод на одно из первых мест среди других заводов орловского рысистого направления». За группу из 11 заводских маток на Всероссийской конной выставке в Москве (1910 год) он был награждён золотой медалью и драгоценной братиной великого князя Дмитрия Константиновича. Получил большую золотую медаль за трёх жеребцов на конной выставке в Одессе (1910 год).
Им был создан уникальный музей «Лошади», в котором находилось около 5 тысяч экспонатов, среди которых — картины В. Серова, Н. Сверчкова, Н. С. Самокиша и большое собрание картин зарубежных художников. После пожара в имении в 1914 году Бутович выстроил для музея в 1916 году специальное здание в стиле ампир с соблюдением правил и требований, предъявляемых к музейным зданиям. Кроме картин в музее имелась старинная мебель, альбомы и отдельные фотографии лошадей, а также библиотека по искусству и истории коневодства.
В 1918 году, как и все предприятия в России, Прилепский конный завод и музей были национализированы и переданы под управление Народного комиссариата земледелия. Я. И. Бутович был назначен членом Чрезвычайной комиссии по спасению племенного животноводства при Наркомземе РСФСР и внёс значительный вклад в сохранение ценнейшего поголовья лошадей в России. Во время Гражданской войны был консультантом С. М. Будённого.
Д. М. Урнов отмечал:

Яков Иванович был бретер, лицемер, тот ещё жук, провокатор, интриган — всё на свете. Они все в роду были такие. Его брат проделал тот номер с Изумрудом, который описал Куприн. С революцией Яков Иванович смекнул, что надо держать нос по ветру и тотчас сдал своё собрание государству, за что сподобился чести наименоваться директором музея и сидеть среди своих картин на законных основаниях.
— Курбатов В. Я. Подорожник: Встречи в пути, или Нечаянная история литературы в автографах попутчиков. — Иркутск: Издатель Сапронов, 2006. — 416 с. — С. 175.
Через некоторое время он стал директором (управляющим) Прилепского конного завода Наркомата земледелия СССР, который занимался разведением, испытанием и тренингом орловских рысаков, поголовье которого значительно уменьшилось в ходе гражданской войны.
В 1926 году Прилепский конный завод, считавшийся лучшим в стране, был ликвидирован, без объяснения причин. Большая часть лошадей была направлена на Хреновский и Успенский конные заводы. Музей был расформирован и его художественная коллекция впоследствии стала основой Музея коневодства в Москве.

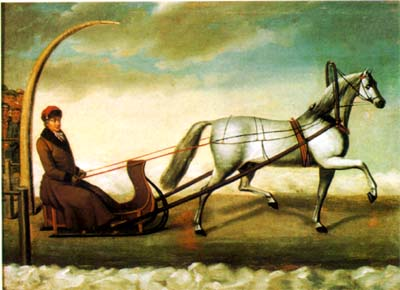
Граф Алексей Орлов-Чесменский едет на жеребце Барс I.
Картина Н. Сверчкова (1890-е; Музей коневодства)

Как указывал Д. М. Урнов, в это время Бутович понял, что как «буржуазному специалисту» «ему всё равно сидеть, но лучше сидеть по уголовным делам» и в 1928 году арестован за кражу конной статуи Яна Собеского.

… В толстом невысоком человеке с подстриженной седой бородкой и пенсне на шнурке, суетливо раздевавшемся рядом со мной перед тюремными обыскивателями в синих халатах, я неожиданно узнал Якова Ивановича Бутовича — тульского помещика и коннозаводчика. О нём много толковали в Москве как об удивительном «эквилибристе»: Яков Иванович не только остался хозяином своего завода в новой ипостаси заведующего, но и стал главнейшим консультантом по конному делу в Наркомземе, у Будённого. Им, из своих коллекций, был создан музей коннозаводства России; он будто бы разговаривал из кабинетов губернских властей по прямому проводу с самим Троцким; ездил по-прежнему в коляске парой в дышло. И держал в чёрном теле назначенного к нему на завод с великими извинениями комиссара: «Нынче иначе нельзя, Яков Иванович! Уж не обижайтесь — с нас тоже спрашивают!»— Волков О. В. Погружение во тьму. — М.: Мол. гвардия: Т-во рус. худож., 1989. — 460 с. — (Белая книга России ; вып. 4).
В 1933 году, 8 февраля, он был вновь арестован, обвинён по статьям уголовного кодекса: 58-7, 11 и приговорён тройкой ПП ОГПУ Западной области 25 июня 1933 года к 3 годам лишёния права проживания в Московской, Ленинградской областях, районных и областных городах. Живя в Вязьме, а впоследствии в Щиграх, он составлял подробное описание своей бывшей коллекции, ставшей впоследствии основой Музея коневодства и писал воспоминания, содержащие множество интересных сведений о коневодстве и коннозаводстве в России.
В 1937 году был вновь арестован в Мценске (Орловская область) 17 сентября 1937 года тройкой при Управлении НКВД по Курской области приговорён к расстрелу. Приговор приведён в исполнение 17 октября 1937 года.
Указом Президиума Верховного Совета СССР от 16 января 1989 года Яков Иванович Бутович был реабилитирован.
Реабилитирован 31 марта 1989 года прокуратурой Смоленской области и по первому аресту.

Если бы я своевременно покинул бы пределы России … Лично для меня это было бы, конечно, лучше, ибо я свободным и независимым человеком проживал бы где-нибудь за границей и был бы по своему счастлив. Но что сталось бы с русским коннозаводством, покинутым всеми на произвол судьбы? Это вопрос, на который ответить нетрудно: все бы несомненно и бесповоротно погибло! … Беспристрастную оценку этой моей деятельности даст только суд истории.— Я. И. Бутович, «Лошади моей души»

## Память
- Мемориал Якова Ивановича Бутовича, приз памяти Я. И. Бутовича для лошадей старшего возраста орловской породы, учреждён в 2006 году.

## Рекомендуемая литература
- ГАТО. — Ф. 39. — Оп. 2. — Д. 339.
- Бутович Яков Иванович, коллекционер картин, РГАЛИ. — Ф. 710, 16 ед. хр., 1906—1925;
- Бутович Яков Иванович // Тульский биографический словарь. Т. 1. — Тула, 1996. — С. 90.
- Гуревич Д. Яков Иванович Бутович // Наше наследие. — 1997. — № 41. — С. 12—21.
- Все мы немного лошади / подгот. С. Левченко // Тульские известия. — 2004. — 20 февр. — С. 8.
- Главнейший консультант по конному делу // Загородные вести. — 2001. — 18 окт. — С. 5.
- Жилкин О. Прилепы : история и легенды // Слобода. — 2002. — № 51. — С. 54.
- Камоликов А. Судьба дворянина Бутовича // Тула. — 2001. — 30 июня. — С. 4.
- Кончин Е. Причуды отставного корнета // Культура. — 1991. — 14 дек. — С. 16.
- Чумакова В. Эй вы, кони! Кони-звери… // Тула. — 2003. — 5 дек. — С. 20: фото.
- Шестаков К. Лошадиная сила: к 120-летию со дня рождения Я. И. Бутовича // Тула. — 2001. — 8 февр. — С. 12.
- Опись Касперо-Николаевского рысистого завода Я. И. Бутовича, состоящего при сельце Прилепы в 20-ти верстах от г. Тулы : по сведениям на 1 января 1913 г. — М., 1913. — 201 с.
- Прилепскому конному заводу 135 лет / ред. И. В. Ксенофонтов; худож. В. Г. Хорошилов. — Тула : Лев Толстой, 2001. — 33 с. : фото.
- Н. П. Прилепский государственный конный завод и его музей / Н. П. // По Тульскому краю : (пособие для экскурсий). — Тула, 1925. — С. 121—128 : фото.